# Eilif Samuelsen
Torben Eilif Lindenskov Samuelsen (født 22. maj 1934 i Fuglafjørður) er en tidligere færøsk lærer og politiker (SB).
Han er uddannet lærer fra Haslev Seminarium fra 1958 og arbejdede som lærer i Fuglafjørður, Hvalvík og Tórshavn. Han var borgmester i Hvalvíkar kommuna 1963–1965. Samuelsen var formand for Føroya Lærarafelag 1969–1980, bestyrelsesformand i musikskolen Tórshavnar Musikkskúli 1988–1998, formand for Landsskúlaráðið og bestyrelsesmedlem i kulturstiftelsen Mentanargrunnur Føroya 1986–1994 og 1998–2000.
Samuelsen var valgt til Lagtinget fra Suðurstreymoy 1978–1990. Han var skole-, social- og energiminister i Pauli Ellefsens regering 1981–1985 samt miljø-, energi-, skole- og kommunalminister i Edmund Joensens første og anden regering 1994–1998.
Han er sønnesønn af Andrass Samuelsen, nevø til Trygvi Samuelsen og Georg L. Samuelsen samt fætter til Lisbeth L. Petersen og Beate L. Samuelsen.
Samuelsen modtog i 2016 Mentanarvirðisløn M. A. Jacobsens.